# Polskie Towarzystwo Superwizji Pracy Socjalnej
Polskie Towarzystwo Superwizji Pracy Socjalnej – polskie branżowe towarzystwo naukowe z siedzibą w Warszawie, zrzeszające naukowców i praktyków działających w obszarze pracy socjalnej oraz superwizorów pracy socjalnej.

## Historia i cele
Towarzystwo zostało zarejestrowane 9 czerwca 2015 w Sądzie Rejonowym m. st. Warszawy. Jest dobrowolnym, samorządnym i trwałym zrzeszeniem niedziałającym dla zysku, którego misją jest upowszechnianie idei superwizji pracy socjalnej i poprawianie stopnia profesjonalizmu pracy socjalnej oraz superwizji pracy socjalnej w Polsce.
Organizacja skupia osoby zajmujące się teorią oraz praktyką superwizji pracy socjalnej. Inicjatywa powołania towarzystwa wyszła od grupy osób, które dostrzegły istotną rolę superwizji w procesie funkcjonowania pomocy społecznej, zwłaszcza jej znaczący wpływ na praktykę pracy z osobami i rodzinami (ostatecznymi beneficjentami superwizji) i rozwój zawodowy pracowników socjalnych. Organizacja wyznacza sobie zarówno cele w obrębie teorii superwizji pracy socjalnej, jaki w obszarze jej praktyki. W tym kontekście celem towarzystwa jest budowa platformy współpracy i profesjonalnego środowiska zdolnego do tworzenia standardów superwizji pracy socjalnej oraz dbania o ich praktyczne wdrażanie.
Szczegółowe cele zawarte w statucie organizacji są następujące:
- propagowanie idei superwizji pracy socjalnej,
- profesjonalizacja pracy socjalnej w Polsce,
- rozwój teorii i praktyki pracy socjalnej,
- rozwój teorii i praktyki superwizji pracy socjalnej,
- podnoszenie jakości pracy socjalnej w Polsce,
- podnoszenie jakości superwizji pracy socjalnej,
- podnoszenie kompetencji osób pracujących w obszarze polityk społecznych[3].